# Atree
Atree (лат.) — род паразитических наездников из семейства Braconidae (Brachistinae). Индия и Тайвань. 3 вида.

## Описание
Мелкие наездники (Atree rajathae около 6 мм). Нижнечелюстные щупики 6-члениковые, нижнегубные щупики состоят из 4 сегментов.  Затылочный валик полный. Скапус короткий, широкий. Голова поперечная, тенториальные ямки крупные. Вторая радиомедиальная жилка отсутствует. Предположительно, как и близкие виды, идиобионтные эктопаразитоиды личинок насекомых. Род был впервые описан в 2022 году энтомологами из Индии (Ranjith A. P., Priyadarsanan Dharma Rajan; Ashoka Trust for Research in Ecology and the Environment (ATREE), Бангалор, Индия) и Голландии Cornelis van Achterberg (Нидерланды). От других родов трибы Diospilini отличается следующими признаками: пронопе большая; медиальная борозда проплевры расширенная, глубокая, крупнозубчатая, срединные ламеллы сравнительно широкие; коготки лапок тонкие и увеличенные, без базальной лопасти. Вторая субмаргинальная ячейка переднего крыла более или менее параллельносторонняя (таким образом, жилка 3-SR равна жилке 2-М или длиннее); первый членик жгутика в 1,0–1,6 раза длиннее второго членика жгутика. Таксон Atree назван в честь Ashoka Trust for Research in Ecology and the Environment (ATREE, Индия).
- Atree improcerus  (Chou & Hsu, 1998) (Тайвань)
  - =Baeacis improcerus  Chou & Hsu, 1998[2]
- Atree validus  (Chou & Hsu, 1998) (Тайвань)
  - =Baeacis validus  Chou & Hsu, 1998
- Atree rajathae Ranjith, van Achterberg & Priyadarsanan, 2022  (Индия)